# Złoty wiek (film 1930)
Złoty wiek (fr. L'âge d’or) – francuski film surrealistyczny z 1930 roku w reżyserii Luisa Buñuela. Akcja filmu toczy się w bliżej nieokreślonych realiach. Ukazując relacje miłosne mężczyzny z kobietą, Złoty wiek stanowi jednocześnie atak skierowany przeciwko tradycyjnym wartościom i obłudzie arystokracji. Złoty wiek został wykonany przy wsparciu mecenasa kultury, wicehrabiego Charles’a de Noailles, który zapewnił Buñuelowi pełną swobodę twórczą.
Mimo że utwór zawierał krytykę wszelkich form organizacji społecznej, został bez większych problemów zaakceptowany przez cenzurę. Dopiero po uroczystej premierze, na skutek ataków ze strony nacjonalistycznych i antysemickich bojówek, wywiązał się ferment, który doprowadził do zakazu wyświetlania tego filmu w kinach. Zakaz ten faktycznie trwał aż do 1981 roku, kiedy to kina francuskie zaczęły go ignorować. Film po powrocie do kin został zrehabilitowany przez krytykę filmową, która odniosła się do niego jednoznacznie pozytywnie. Ze względu na konsekwentną realizację postulatów surrealizmu oraz odwagę w łamaniu norm obyczajowych i religijnych film Buñuela zapewnił sobie trwałe miejsce w historii kina.

## Fabuła
Akcja Złotego wieku rozpoczyna się widokiem żyjących na skałach skorpionów. Niedaleko herszt zbójników dostrzega arcybiskupów śpiewających na skale. Próbuje o tym zawiadomić innych zbójów, zastaje jednak swoich towarzyszy pogrążonych w odrętwieniu. Starsi z nich biorą do ręki broń i uciekają, natomiast młodsi po początkowym entuzjazmie padają w bezruchu. Herszt bandy dostrzega wówczas szkielety, jakie pozostały po arcybiskupach.
W kolejnej sekwencji na bezludzie przybywa ogromny konwój, składający się z księży, żołnierzy, zakonnic, ministrów oraz sług. Przybywają oni do miejsca rozkładu arcybiskupów, po czym kładą kamień węgielny pod budowę miasta Rzym. Uwagę osadników zwraca jednak gorszący dla nich widok mężczyzny i kobiety, którzy kochają się w błocie. Para zostaje rozdzielona, po czym policjanci zabierają mężczyznę ze sobą.
Gdy jednak okazuje się, że mężczyzna jest dobrze sytuowanym, zasłużonym wykonawcą misji dobroczynnej, zostaje puszczony wolno. Kopie przechodzącego obok ślepca i wyrusza w drogę. Odtąd poszukuje gorączkowo miłości, próbując się zbliżyć do kobiety. Na przyjęciu zorganizowanym przez markiza X zauważa ją, lecz zostaje rozdzielony przez jej rodzinę. Próbując się przepchnąć obok matki wybranki, zostaje poplamiony, po czym policzkuje damę.
Kiedy mężczyzna w końcu spotyka się z kobietą w ogrodzie, mimo sprzyjających okoliczności oboje wykazują nieporadność w zbliżeniu miłosnym. Intymne spotkanie przerywa telefon od ministra, który potępia mężczyznę za niezrealizowanie misji dobroczynnej i popełnia samobójstwo. W napadzie furii mężczyzna wyrzuca przez okno jodłę, sprzęt rolniczy, arcybiskupa, żyrafę i pióra.
Epilog przedstawia zaśnieżone okolice zamku w Selligny, z którego wychodzi przerażona uczestniczka orgii. Do niej zbliża się stylizowany na Chrystusa książę de Blangis, który prowadzi ją z powrotem do zamku.

## Produkcja

### Przygotowania

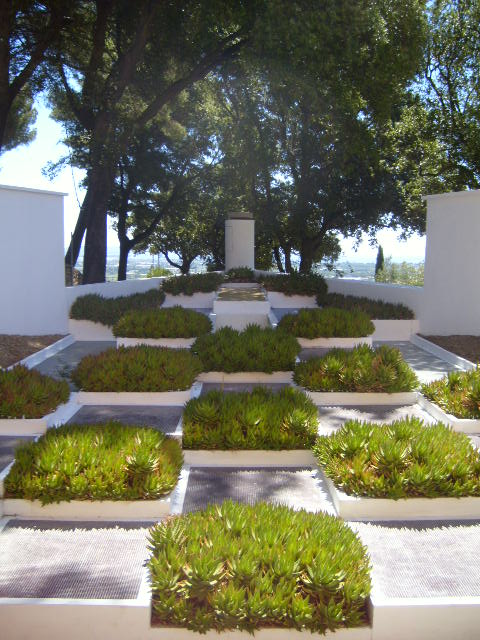
Willa Charles′a de Noaillesa w Hyères

Po sukcesie Psa andaluzyjskiego, który mimo skandalizującej treści został pozytywnie przyjęty przez francuską publiczność, Luis Buñuel gorączkowo poszukiwał pomysłów na następny film. Latem 1929 roku w poszukiwaniu inspiracji przybył do Cadaqués, gdzie mieszkał Salvador Dalí – wieloletni przyjaciel reżysera. Podczas wizyty duet odpowiedzialny za Psa andaluzyjskiego rozpoczął pisanie scenariusza do nowego projektu. Jesienią tego samego roku Buñuel ponownie odwiedził Dalego, ale wdał się z nim w konflikt. Dalí traktował swojego przyjaciela z pogardą, wskutek czego po drugiej wizycie współpraca między oboma artystami sprowadzała się głównie do listownej wymiany pomysłów.
Nieoczekiwanie dla reżysera Georges Henri Rivière przedstawił mu propozycję spotkania się z wicehrabią Charles’em de Noailles i jego żoną Marie-Laure. Obojgu podobał się Pies andaluzyjski, więc Buñuel – choć z oporami – przybył na spotkanie do willi w Hyères. Tam wicehrabia, chcąc złożyć podarunek urodzinowy swojej żonie, zaproponował reżyserowi sfinansowanie jego kolejnej produkcji w zamian za udział kompozytora Igora Strawinskiego. Buñuel odmówił, w związku z czym para arystokratów ustąpiła i dała mu wolną rękę w wyborze autora muzyki.
W willi Hyères Buñuel napisał scenariusz do Złotego wieku, tam też zatrudnił kluczowych członków ekipy filmowej: operatora Alberta Duvergera oraz asystentów reżysera Jeana-Bernarda i Claude’a Heymana. W styczniu 1930 roku Buñuel opracował ostatecznie scenopis filmu. W jego tworzeniu nie brał już udziału Dalí, który jedynie udzielał listownie sugestii reżyserowi. Mimo to Dalí przynajmniej do czasu premiery uznawał Złoty wiek także za swój film, o czym świadczy jego pomysł na występ człowieka z kamieniem na głowie.

### Realizacja
W pierwotnych planach Złoty wiek miał kosztować 350 tysięcy franków. Do 8 lutego 1930 roku Buñuel sporządził jednak dokładniejszy kosztorys filmu, wedle którego jego budżet opiewał na 714 tysięcy franków. Wkrótce też rozpoczęła się jego produkcja. Film był kręcony głównie w wytwórni w Billancourt. Gastona Modot, odtwórcę głównej roli męskiej w filmie, Buñuel poznał w paryskim Montparnasse. Kobietę zagrała Lya Lys. Postać herszta rozbójników została obsadzona przez Maksa Ernsta, a księcia de Blangis zagrał specjalizujący się w takich rolach Lionel Salem. Obsadę aktorską stanowili poza tym: Pierre Prévert, Valentine Hugo, Artigas, Jacques Prévert oraz dodający głos z offu Paul Eluard.
Koszt produkcji w całości pokrył de Noailles, dzięki czemu montaż dekoracji w Billancourt mógł się rozpocząć już 27 lutego 1930 roku. Okres zdjęciowy trwał od 3 do 26 marca, po czym ekipa filmowa udała się do Cadaqués i Cap de Creus w Katalonii. Tam w okresie od 4 do 9 kwietnia nakręcono zdjęcia plenerowe. Montaż filmu nastąpił między 22 kwietnia a 24 maja w GM Film w Boulogne. Gotowa kopia, jeszcze nieudźwiękowiona, została wyświetlona 24 maja w rezydencji państwa de Noailles, którzy zachwycili się filmem. Między 2 a 14 czerwca w Tobis przeprowadzono udźwiękowienie Złotego wieku. Tytuł ten Buñuel wybrał w sierpniu 1930 roku, choć rozważał nazwanie swojego dzieła Bestia andaluzyjska (La Bête andalouse) lub Precz z konstytucją! (A bas la constitution!). Komisja weryfikacyjna nie zauważyła żadnych skandalizujących cech w Złotym wieku, wymagając od autora jedynie wprowadzenia śródtytułów. 1 października 1930 roku film został dopuszczony do rozpowszechnienia.

## Odbiór filmu

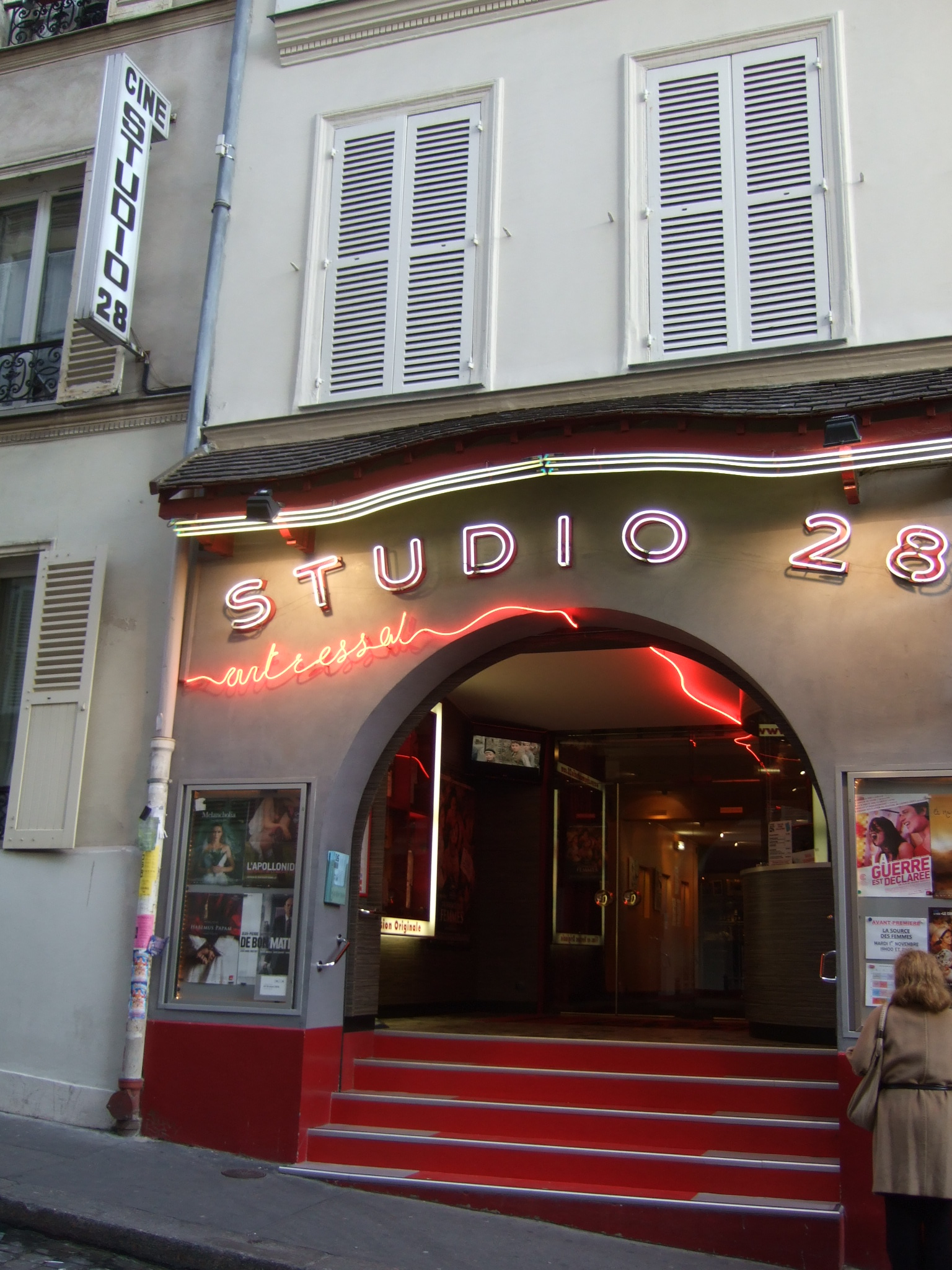
Studio 28 w Paryżu, w którym odbyła się premiera Złotego wieku

Przedpremierowy pokaz Złotego wieku, zorganizowany osobiście przez państwo de Noailles, odbył się 22 października 1930 roku w kinie Panthéon. Uczestniczyła w nim grupa surrealistów (do której Buñuel należał), Pablo Picasso, a także arystokraci zaproszeni przez znajomych mecenasów. Tylko ci ostatni poczuli się urażeni wymową filmu, wychodząc z pokazu bez słowa. Nazajutrz Charles de Noailles został wykluczony z elitarnego Jockey Clubu, a groziła mu nawet ekskomunika.
Właściwy skandal został zainicjowany kilka dni po premierze filmu 28 listopada 1930 roku. 3 grudnia pokaz przerwano z powodu zachowania bojówek faszystowskich Ligi Patriotów i Ligi Antyżydowskiej. Jej członkowie wykrzykiwali: „Zobaczymy, czy są jeszcze chrześcijanie we Francji” i „Śmierć Żydom!”. W prasie prawicowej pojawiały się inwektywy wobec Złotego wieku: „Echo de Paris” pisało, że produkcja Buñuela „nie ma żadnego związku ze sztuką awangardową, ani ze sztuką w ogóle”, natomiast „Le Figaro” nazwało film „bolszewickim esejem”.
Losy filmu potoczyły się gwałtownie. 5 grudnia prefektura policji paryskiej wraz z organami cenzorskimi wszczęła walkę ze „śmieciami” surrealizmu. Najpierw wycięto co bardziej bulwersujące sceny, a ostatecznie 12 grudnia 1930 roku oficjalnie wprowadzono zakaz wyświetlania filmu i konfiskatę wszystkich kopii. Buñuel nie mógł nic z tym zrobić, ponieważ wówczas przebywał w Hiszpanii. Znajdujący się w tym czasie w Stanach Zjednoczonych Dalí próbował odżegnać się od wszelkiej skandalicznej twórczości i ocenił film negatywnie, chociaż wcześniej poczuwał się do udziału w jego powstaniu.
Przeciwko cenzurze wystąpiła prasa lewicowa, która pozytywnie oceniła Złoty wiek (szczególnie pisma „Le Quotidien” i „L’Humanité”). Surrealiści, dumni z wywołania skandalu, ogłosili Manifest Złotego wieku, podpisany przez trzynaście osób. Mimo próby skazania na zapomnienie, Złoty wiek przetrwał. Od 1967 roku Cinémateque Royal de Belgique przyznaje Nagrodę Złotego wieku dla filmów łamiących tabu obyczajowe. Po pół wieku zakazu dystrybucji i śmierci w 1981 roku de Noailles’a, który przekazał uprzednio prawa do filmu swojej córce Laure, film ponownie wszedł na ekrany i został entuzjastycznie przyjęty przez krytyków. Nadal obowiązuje formalny zakaz wyświetlania filmu, który jednak jest faktycznie ignorowany. Złoty wiek został zaś odrestaurowany w 1992 roku i zyskał „niekwestionowane miejsce […] w historii kina”.

## Analiza krytyczna

### Źródło inspiracji
Złoty wiek został zrealizowany w duchu propagowanej przez surrealistów idei buntu i pragnienia, przejawiającej się w negacji wszelkich wartości cywilizacji zachodniej oraz przeciwstawionej im próby naruszenia wszelkich tabu obyczajowych i moralnych. Cenną inspirację dla surrealistów – a zwłaszcza dla Buñuela – stanowiła twórczość de Sade’a, głoszącego ateizm oraz odrzucenie wszelkich norm ograniczających wolność człowieka. Surrealiści za Sade’em proponowali pojęcie l’amour fou, odnoszące się do pożądania bez cech romantycznych, zaznaczone piętnem niespełnienia. Buñuel jako surrealista zawarł w Złotym wieku wszystkie cechy tego nurtu: przekonanie o bierności człowieka wobec przesądów oraz społecznego porządku, a także destrukcyjnym wymiarze społeczeństwa opartego na instytucjach państwowych, rodzinie i religii.

### Kompozycja
Otwierający film segment „Skorpion” ma symboliczne znaczenie, ukazuje bowiem naturę jako arenę walki o przetrwanie. Sam skorpion jawi się jako alegoria siły witalnej, ale również niszczącej, agresywnej, niosącej śmierć. Skorpion ze swą naturą zostaje przywołany jako odpowiednik człowieka nie poddanego instytucjonalizacji. Po przedstawieniu siły natury, następują segmenty ukazujące rozwój cywilizacji zachodniej. Pierwszy z nich, „Bandyci”, przedstawia społeczność autochtonów przeczuwającą swoją zagładę. Ta nadchodzi w momencie otwarcia „Inauguracji”, podczas której osadnicy stawiają fundamenty pod budowę cywilizacji. Segment „Rzym” ukazuje już zbudowane miasto będące symbolem trójprzymierza władzy cywilnej, wojskowej i kościelnej.
Złoty wiek cechuje całkowita umowność czasu. Choć zauważalny staje się postęp w tworzeniu cywilizacji, film ujmuje czas metaforycznie – od czasów prehistorycznych akcja przeskakuje do roku 1930, by później zwrócić się ku XVIII-wiecznym realiom powieści Sto dwadzieścia dni Sodomy. Epilog opisuje zawartą w powieści orgię, będącą powrotem do pierwotnego chaosu. Książę de Blangis posiada w epilogu rysy Jezusa Chrystusa.

### Przesłanie
Dzieło Buñuela cechuje skupienie na procesach rozkładu natury i żądzy cielesnej człowieka. Cement położony na kamieniu węgielnym wygląda jak ekskrementy, z kolei postać mężczyzny zostaje przygnieciona przez normy społeczne. Niemożność zaspokojenia swych namiętności wywołuje u niego napięcie i agresję wyładowywaną na otoczeniu. Kobiecie z kolei cywilizacja narzuca podporządkowanie instytucji rodziny. Złoty wiek stanowi również (widoczny w segmencie „Przyjęcie u markiza X”) pamflet na hipokryzję arystokracji, która pod płaszczykiem ochrony tradycyjnych wartości oraz sztywnych obyczajów kryje w sobie obłudę i dwulicowość.